# Rats (album)
Rats è il terzo album dei Rats, pubblicato nel 1987 da Hiara Records.
Una nuova versione della canzone Camminando su una nube verrà inserita nell'album La vertigine del mondo, pubblicato otto anni più tardi.

## Tracce
1. Vai! – 3:47
2. Camminando su una nube – 3:17
3. Ce la farai – 5:16
4. Ultimi fuochi – 5:00
5. La tua normalità – 3:06
6. Rockin' Beirut – 3:00
7. Medley – 8:47
8. La iena – 3:30
9. Scogli – 3:12

## Formazione
- Wilko Zanni - voce, chitarra
- Frenz - basso
- Leo - batteria